# Boulevard Soult
Le boulevard Soult est une voie située dans le quartier du Bel-Air dans le 12e arrondissement de Paris. 

## Situation et accès
Il constitue la section de la ceinture des boulevards extérieurs — dits « boulevards des Maréchaux » — qui part de l'avenue Daumesnil à la porte Dorée et se termine à la porte de Vincennes, où il laisse la place au boulevard Davout.
Après avoir été accessible par la ligne de bus de Petite Ceinture, le boulevard Soult est désormais principalement accessible par la ligne 3a du tramway aux arrêts Porte de Vincennes, Alexandra David-Néel, Montempoivre, Porte Dorée, la ligne de métro 1 à la station Porte de Vincennes et la ligne 8 à la station Porte-Dorée.

## Origine du nom

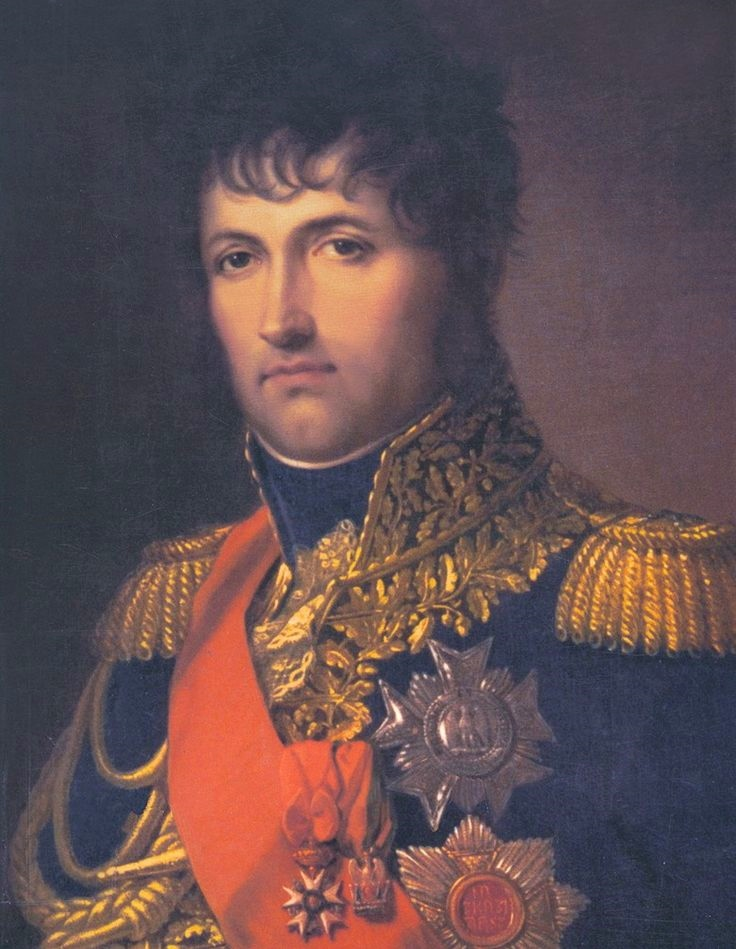
Portrait du maréchal Soult.

Le boulevard a reçu le nom de Jean-de-Dieu Soult (1769-1851), duc de Dalmatie, maréchal de France.

## Historique
En 1859, le génie militaire cède, sous conditions, la jouissance de la rue à la Ville de Paris. Le boulevard Soult fait partie de la ceinture de boulevards créée à partir de 1861 le long de l'enceinte de Thiers, à la place la rue Militaire et prend sa dénomination actuelle en 1864.
Le 8 mars 1918, durant la première Guerre mondiale, une bombe lancée d'un avion allemand explose boulevard Soult.
Dans les années 1930, des logements sociaux (de type habitation à bon marché (HBM) furent construits sur l'ancien emplacement de la Zone, pour accueillir une population modeste souvent issue de l'exode rural de l'après-guerre. Ces logements ont été construits pratiquement tout le long du boulevard Soult entre la porte de Vincennes et la porte Dorée sur le côté extérieur (numéros pairs). Le 22 septembre 2008, c'est dans un de ces immeubles, situé au numéro 64 du boulevard au niveau de la porte de Saint-Mandé, qu'un important incendie s'est déclaré dans les mansardes faisant un mort et ayant sinistré une grande partie du bâtiment.
À la fin des années 2000 est lancé le projet de prolongement est de la ligne 3 du tramway qui emprunte l'ensemble de l'espace central du boulevard. Les travaux débutent en 2009 et finissent en décembre 2012, date d'inauguration du tronçon.
Il était inclus dans la ZAC Porte-de-Vincennes.

## Bâtiments remarquables et lieux de mémoire
- Au no 27 du boulevard se trouvait[6] un arbre classé remarquable, un micocoulier de Provence planté en 1906 et mesurant, en 2011, 16 mètres de hauteur pour 2,20 mètres de circonférence[7].
- Au no 37 se trouve l'École nationale supérieure des métiers de la viande, fondée en 1927[8],[9].
- Au milieu des années 1960, la partie sud-est du boulevard Soult est aménagée pour accueillir le lycée Paul-Valéry qui est inauguré en 1962 au no 38.
- Au no 64 a résidé le peintre Daniel du Janerand (1919-1990).
- Les squares Émile-Cohl et Georges-Méliès.
- École nationale supérieure des métiers de la viande (ENSMV).
- Accès à la promenade plantée au niveau de la rue du Sahel.
- Accès à la voie la plus étroite de Paris, le sentier des Merisiers au no 101, reliant le boulevard à la rue du Niger.

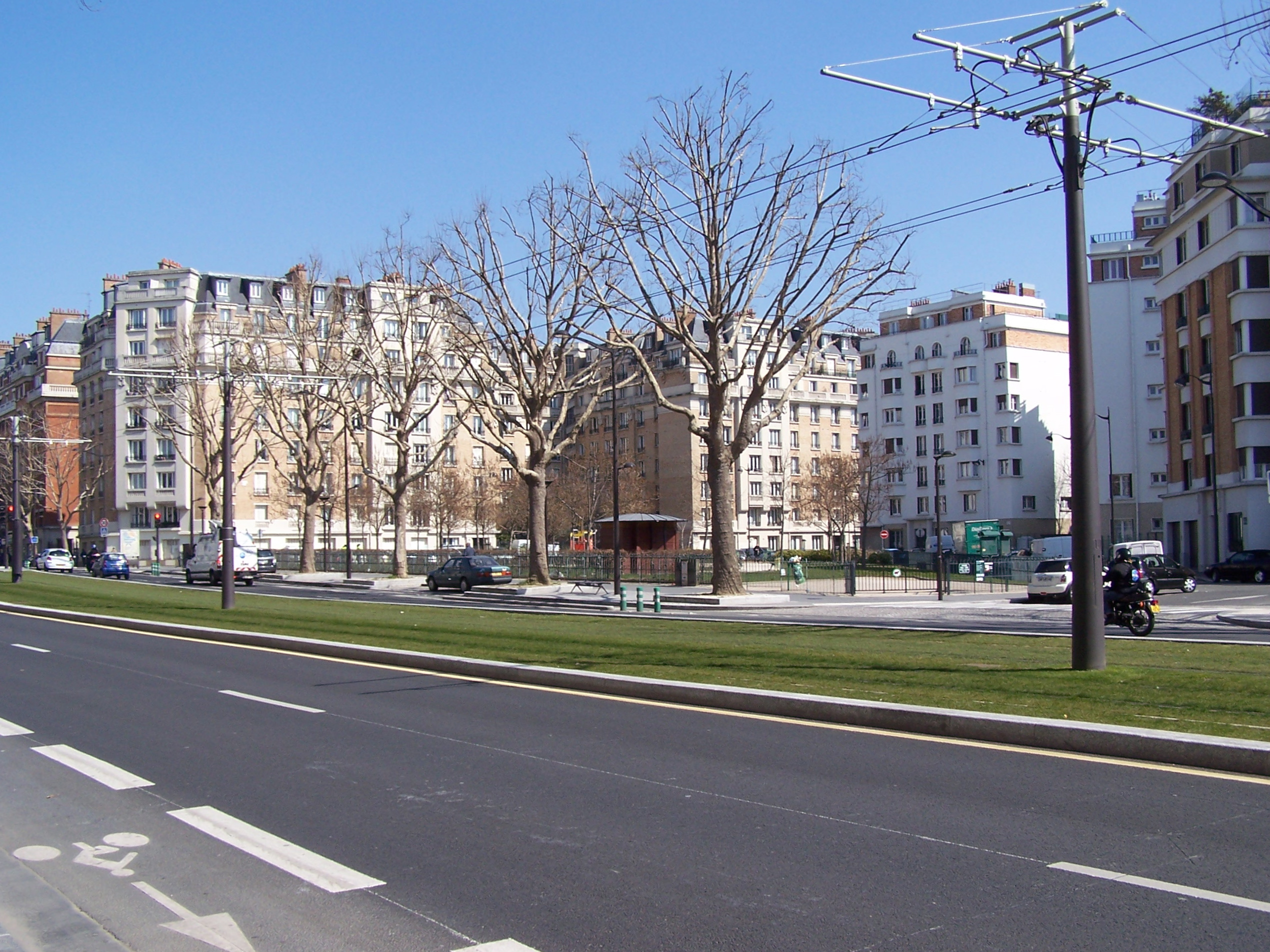
Le square Émile-Cohl.
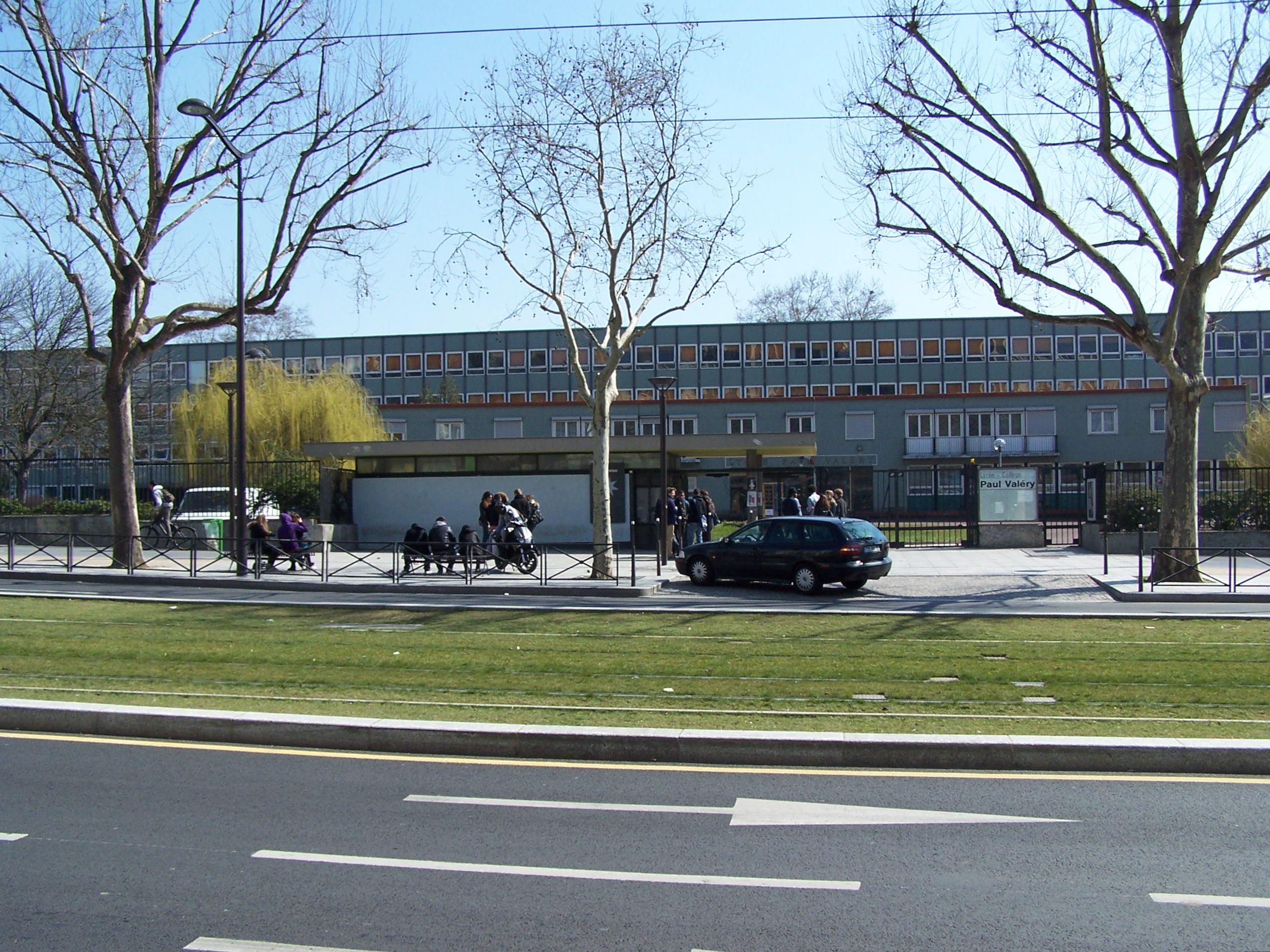
Le lycée Paul-Valéry.
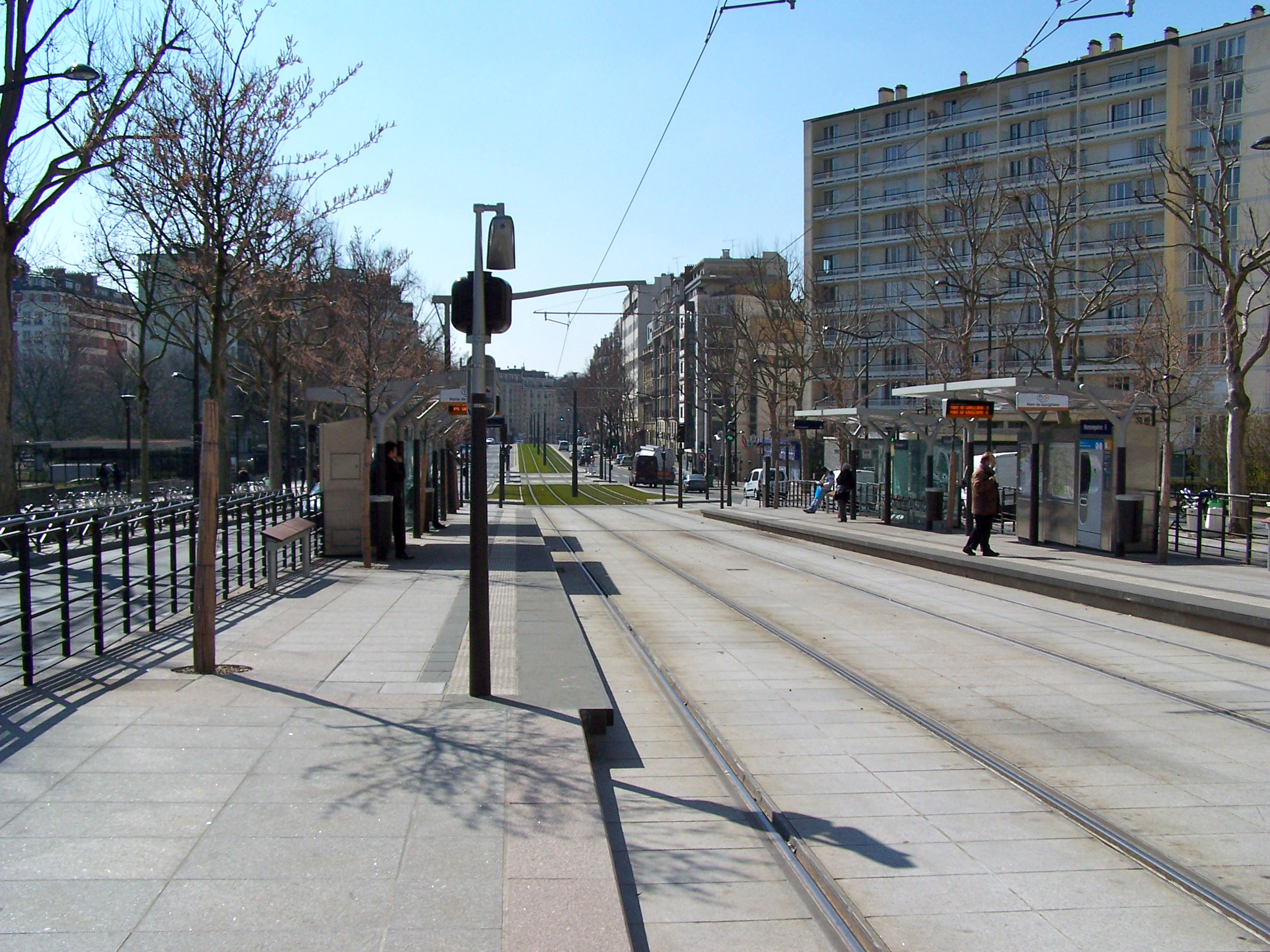
La station Montempoivre de la ligne 3 du tramway.
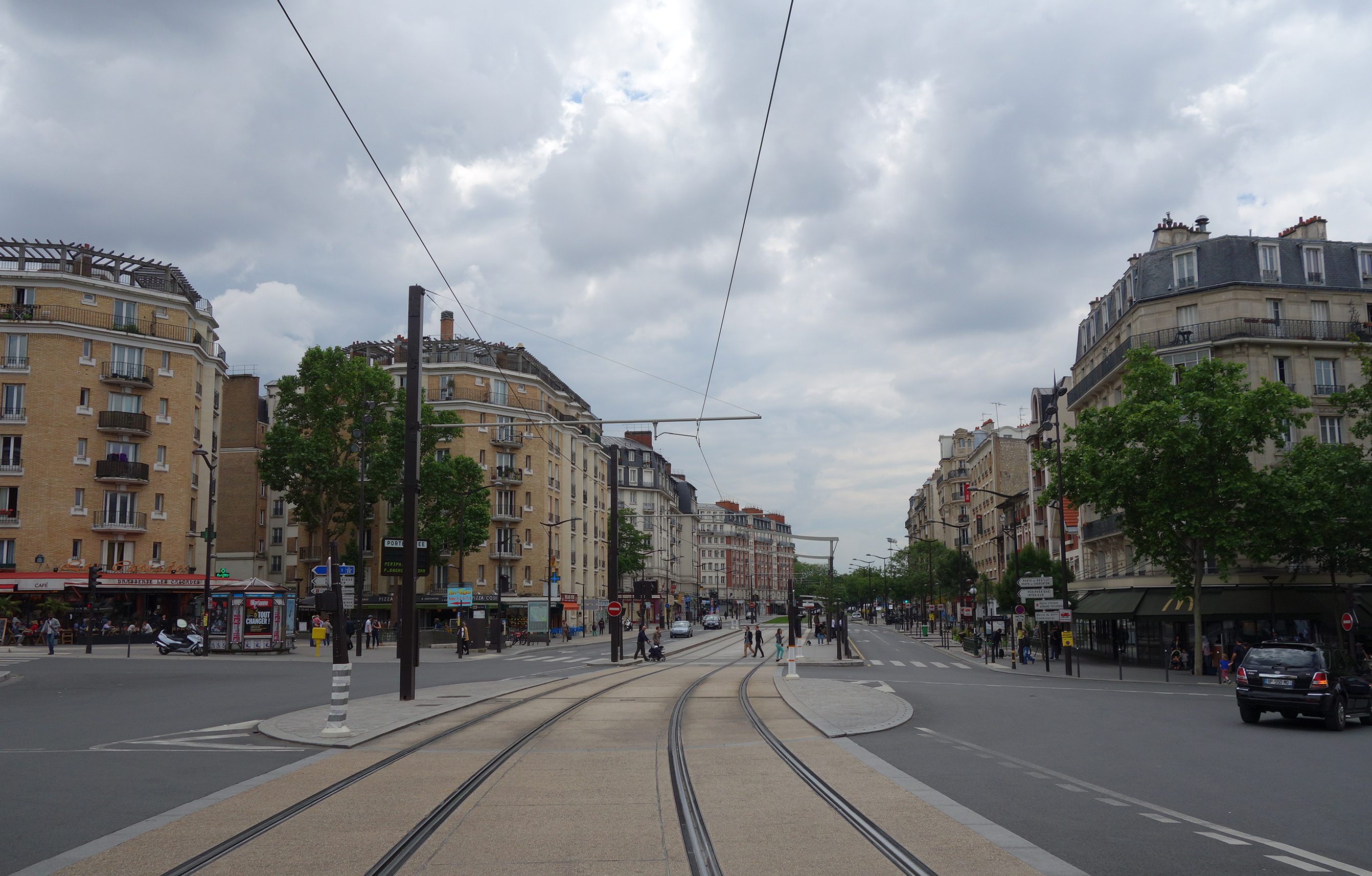
Ligne de tramway.
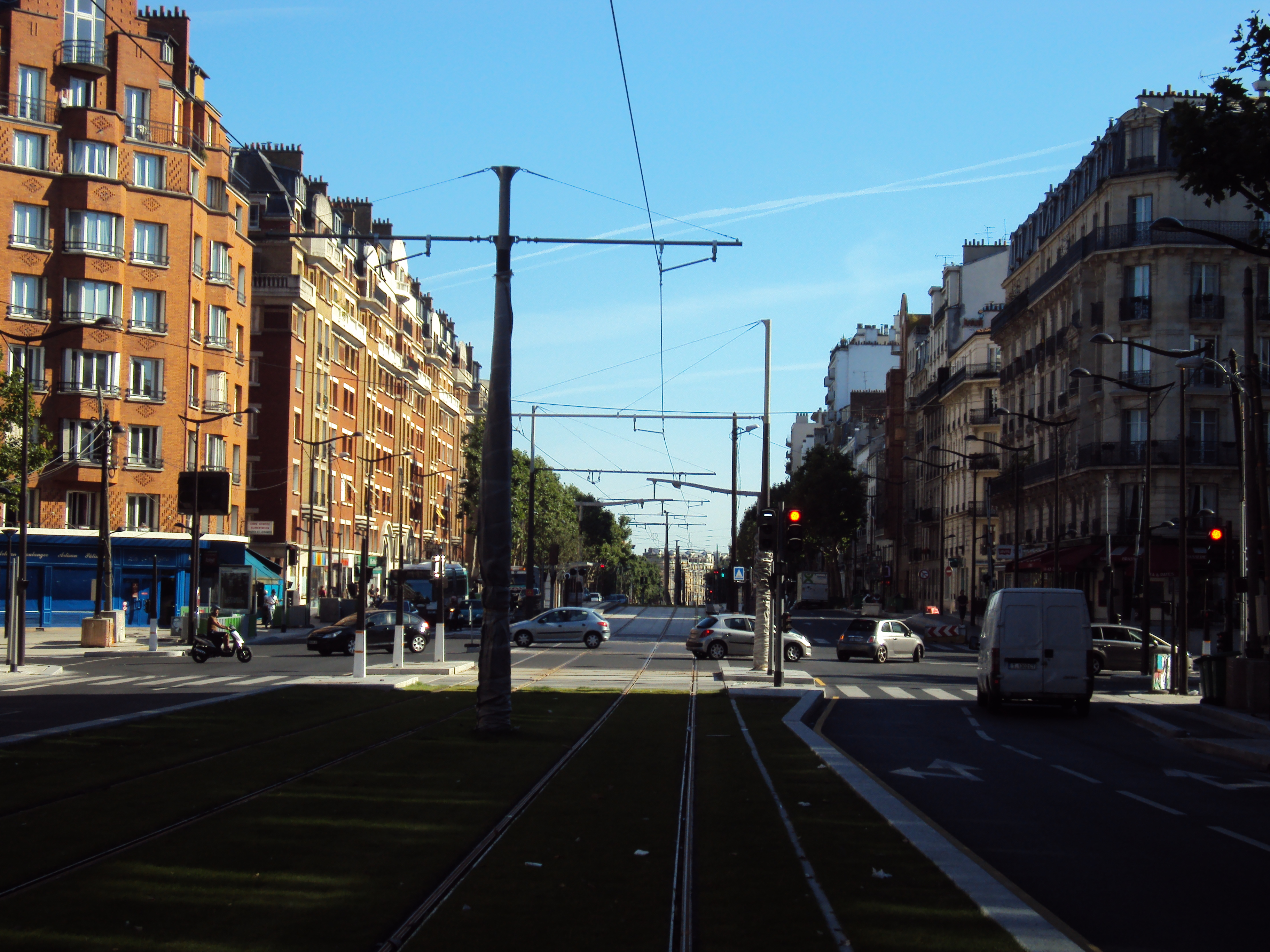
Vers la porte de Vincennes.

## Documentaire et littérature
Un documentaire de 31 minutes de Raphaël Girardot intitulé 11, boulevard Soult, et datant de 1997, relate la vie d'un immeuble réquisitionné par l'association Droit au logement.
Le boulevard Soult est très présent dans le premier roman autobiographique d'Eva Ionesco, Innocence paru en 2017, puisqu'elle y a vécu son enfance avec sa mère Irina Ionesco dans les habitations à bon marché situées entre le lycée Paul-Valéry (qu'elle a fréquenté depuis le collège) et la porte Dorée,.